# Stan Randall
Stanley John "Stan" Randall (1 de febrero de 1908 – 13 de diciembre de 1989) era un hombre de negocios y una figura política natural de Ontario. Representó al distrito electoral de Don Mills en la Asamblea Legislativa de Ontario como un miembro del Partido Progresista Conservador member.
Nació en Toronto, hijo de Stephen Randall, y fue educado allí. Hacia 1932, se casó con Agnes Parker. Tuvieron dos hijas, Joan y Patricia. Randall comenzó a trabajar como dependiente, convitriéndose más tarde en presidente de la Easy Washing Machine Company. Fue vicepresidente de la Canadian Manufacturer's Association y jefe del Ontario Economic Council desde 1962 hasta 1963. Sirvió en el gabinete provincial como Ministro de Economía y Desarrollo desde 1963 hasta 1968; y como Ministro de Comercio y Desarrollo desde 1968 hasta 1971. Se retiró de la política activa ese mismo año.